# Плоске (Кременецький район)
Пло́ске — село в Україні, у Кременецькій міській громаді Кременецького району Тернопільської області. До 2020 року було адміністративним центром Плосківської сільської ради, якій підпорядковувалося село Підлісне (Кременецький район). До Плоского приєднано хутір Завалля. Розташоване на сході району, через село проходять автошляхи E85, М19 та Н02. До 1946 року село називалося Великі Фільварки.

## Історія
Діяли товариства «Просвіта», «Сільський господар» та інші.
Село Плоске до 1946 року називалося Великі Фільварки. Давня назва села пов'язана із заснуванням на цій території панських маєтків і фільварків польських шляхтичів та магнатів-переселенців. В селі мешкали українці, поляки, євреї. Пани Шуляковський та Козловський, пані Хіхніцька мали тут розбудовані поселення-фільварки, володіли великими ділянками землі по 300—400 га. Селяни, які проживали тут, служили в цих маєтках, батракували — обробляли землю, доглядали худобу. Їх називали фільварцями. Хати здебільшого були глиняні, а дахи — із соломи. Підлоги в хатах не було. Лише в заможних селян хати були вкриті черепицею. Поступово кількість дворів зростала і почало формуватися село.
Село відоме з першої половини XVI століття. Перша писемна згадка про село Великі Фільварки датується першою половиною ХІХ століття в книзі Миколи Теодоровича «Опись церквей и приходов Волинской епархии», том ІІІ, видання Почаївської Лаври, 1893 року.
Під час походу на Львів (1648 р.) окремі загони війська Богдана Хмельницького йшли через Великі Фільварки. Полководець направив деяку частину військ для допомоги місцевим повстанцям. Вояки, які загинули під час походу, були поховані на території села. Над їхніми могилами стояли дерев'яні хрести, і щороку відправлялися панахиди. Так званий козацький цвинтар був розміщений на початку села. З приходом радянської влади цвинтар був зруйнований.
1 жовтня 1933 року утворено ґміну Катербурґ Кременецького повіту і село включено до неї. 
У 1935 році в селі була відкрита початкова чотирикласна школа в пристосованому приміщенні. Директором школи був пан Т. Лисаківський. Усі предмети викладалися польською мовою.
У вересні 1939 року Плоске було включене до складу УРСР. В селі була відкрита україномовна школа, директором якої був Микола Антонович Матерський.
З липня 1941 року до березня 1944 року село перебувало під нацистсько-німецькою окупацією.
У 1943 році на території села діяли партизанські з'єднання Сидора Ковпака та Олексія Федорова. В окрузі села Великі Фільварки діяв загін повстанців. Мешканці Надія Киричинська, Ніна Теодорович (псевдонім Ластівка), були зв'язковими загонів УПА. Член юнацької ОУН Ю. Сапіга, мешканець Малих Фільварків, учень Крем'янецької гімназії, був замордований у стінах Крем'янецької в'язниці за свої політичні переконання в червні 1941 року. Членами повстанського загону стали мешканці села: О. Марценюк, С. Селестенюк (псевдонім «Глодик»), Й. Селестенюк (псевдонім «Ясень»), В. Ромашевський (псевдонім «Прометей»), В. Вознюк (псевдонім «Гріша»), М. Собчук (псевдонім «Міша»), О. Томчук (псевдонім «Вир»), Лук'ян (батько Юрія Сапіги, дід Юрія Винничука) та Никифор Сапіги, Володимир Киричинський (двоюрідний брат Ю. Сапіги).
На фронтах Другої світової війни воювали проти гітлерівців 52 місцеві мешканці, з них 30 загинули. Після війни розпочалася відбудова села.
У 1960-х роках на території села з'явилися новобудови: фельдшерсько-акушерський пункт і магазин. У 1961 році село електрифіковано, у 1972 році — телефонізовано, в 1977—1978 роках — проведено водопровід. У 1980 році — побудовано сільський клуб, у 1994 році — встановлено нову автоматичну телефонну станцію, у 2003 році — газифіковано.
12 червня 2020 року — відповідно до розпорядження Кабінету Міністрів України № 724-р «Про визначення адміністративних центрів та затвердження територій територіальних громад Тернопільської області» — село увійшло до складу Кременецької міської громади.
19 липня 2020 року в результаті адміністративно-територіальної реформи та ліквідації Кременецького (1940-2020) району село увійшло до складу новоутвореного Кременецького району.

## Релігія

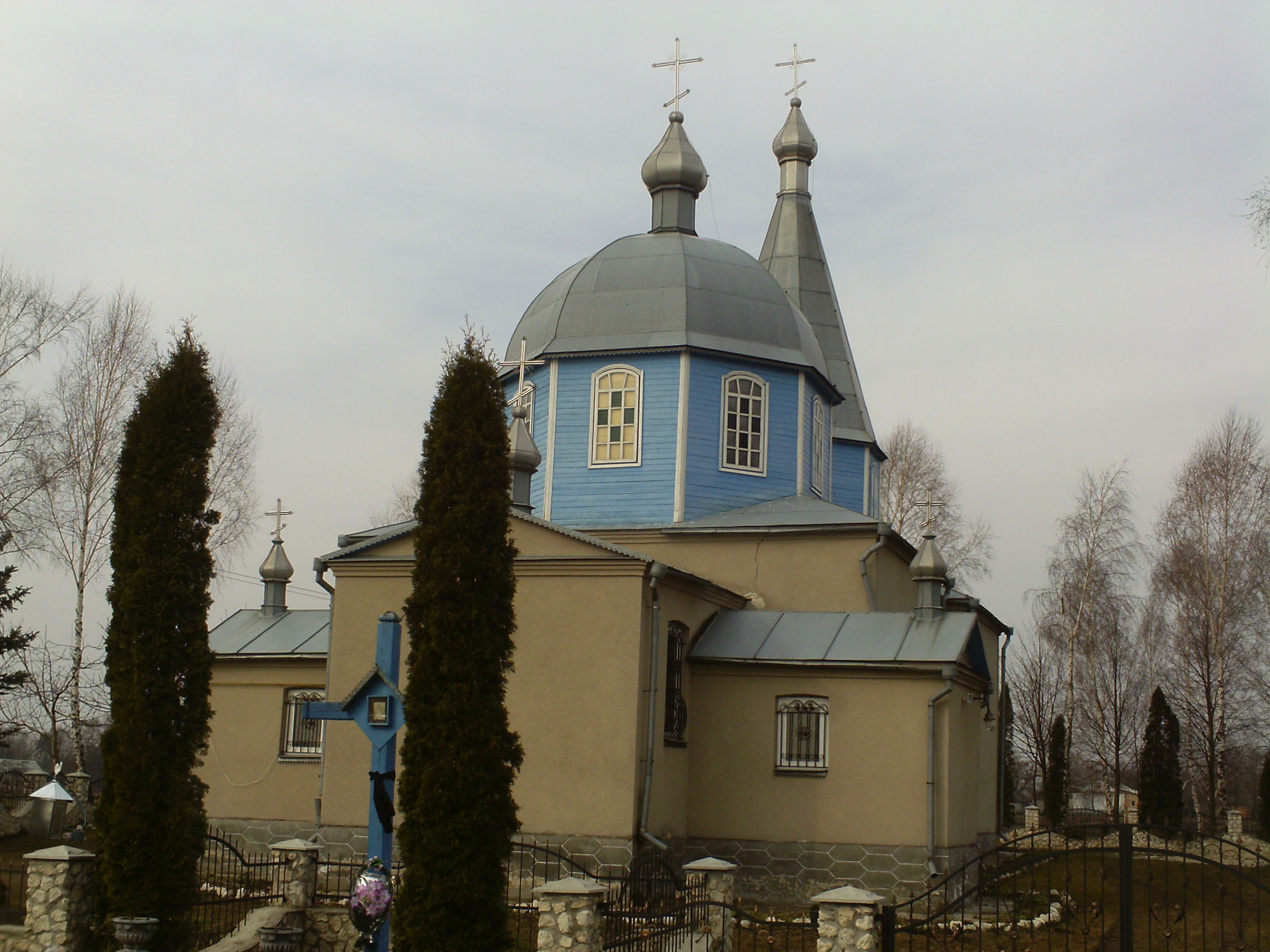
Церква святого Архістратига Михаїла

У селі є храм святого Архістратига Михаїла. Фундамент було закладено в 1990 році. Будівництво велося за кошти місцевого колгоспу «Правда», пожертвування мешканців села та мешканців ближніх сіл. Відкриття храму відбулося 21 листопада 1993 року.
Є капличка Різдва Пресвятої Богородиці (освячена 21 вересня 2014).

## Пам'ятники
- Споруджено пам'ятник над братською могилою воїнів, полеглих у німецько-радянській війні (1975, скульптор В. Млинко), що стоїть у центрі села біля школи. У братській могилі поховані 228 воїнів 107-ї Кременецької стрілецької дивізії.

## Культурна сфера

### «Кумоньки»
В Плоскому діє народний аматорський етнографічно-фольклорний колектив «Кумоньки». Колектив став переможцем проекту «Фольк-music» у сезоні «Осінь-2009». Колектив був сформований за ініціативи Миколи Матерського. В репертуарі «Кумоньок» близько 70 пісень — ліричні, патріотичні, жартівливі і навіть сороміцькі, а також обряди весілля та обжинок. Співають «Кумоньки» акапельно й під інструменти, в основному під баян і бубен.

## Соціальна сфера
У 1946 році в пристосованому приміщенні відкрито семирічну школу, її першим директором став Федір Іванович Шкребтій. У 1959 році, школою керував Назарій Олексійович Сагана було збудовано нове приміщення школи, відкрито музей бойової слави, якому в 1980 році присвоєно звання Народний.
Також в селі працюють дошкільний навчальний заклад, клуб, бібліотека, ФАП, відділення зв'язку, ветеринарна дільниця, 4 продовольчі торговельні заклади, готель, АЗС, бар та інші.

## Економіка
На території села діє завод по виробництву будівельних матеріалів з бетону, підприємства по вирощуванню грибів, пилорамний цех, борошномельний млин, АЗС.

## Населення
У 2007 році в селі проживало 500 осіб.
За даними перепису населення 2001 року мовний склад населення села був таким:
| Мова       | Число осіб | Відсоток |
| ---------- | ---------- | -------- |
| українська | 498        | 99,8     |
| російська  | 2          | 0,2      |

## Відомі люди

### Народилися
- єпископ Кіровоградський і Миколаївський Севастіан (Пилипчук),
- римсько-католицький релігійний діяч, Луцький і Житомирський єпископ Лонгін Жарновецький,
- вчений-релігієзнавець Олександр Саган.

### Перебували
- письменники Роман Лубківський, Павличко Дмитро Васильович та Винничук Юрій Павлович

## Проживали
- диригент, фольклорист Матерський Микола Антонович

## Галерея

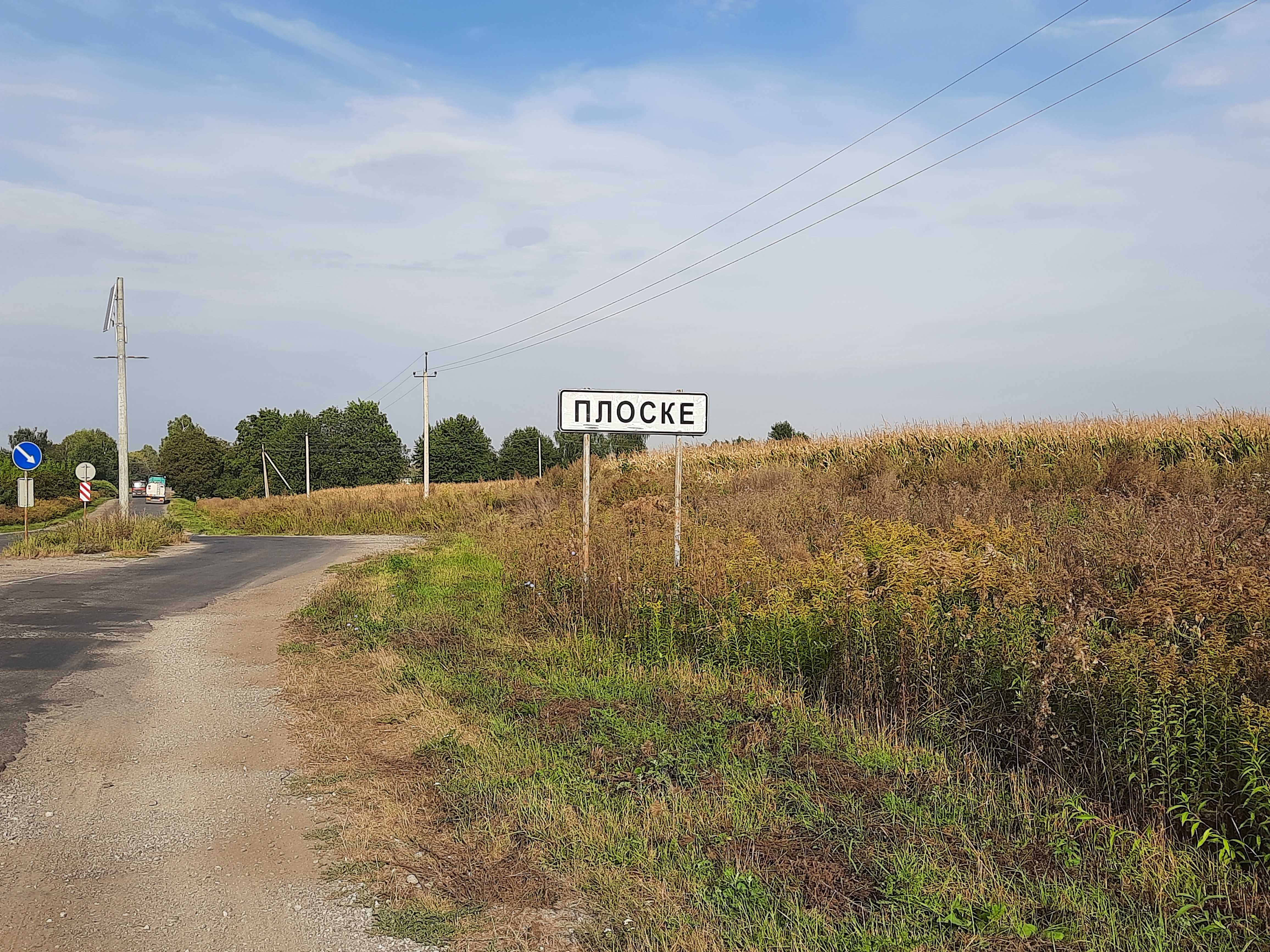
Дорожній знак при в'їзді в село
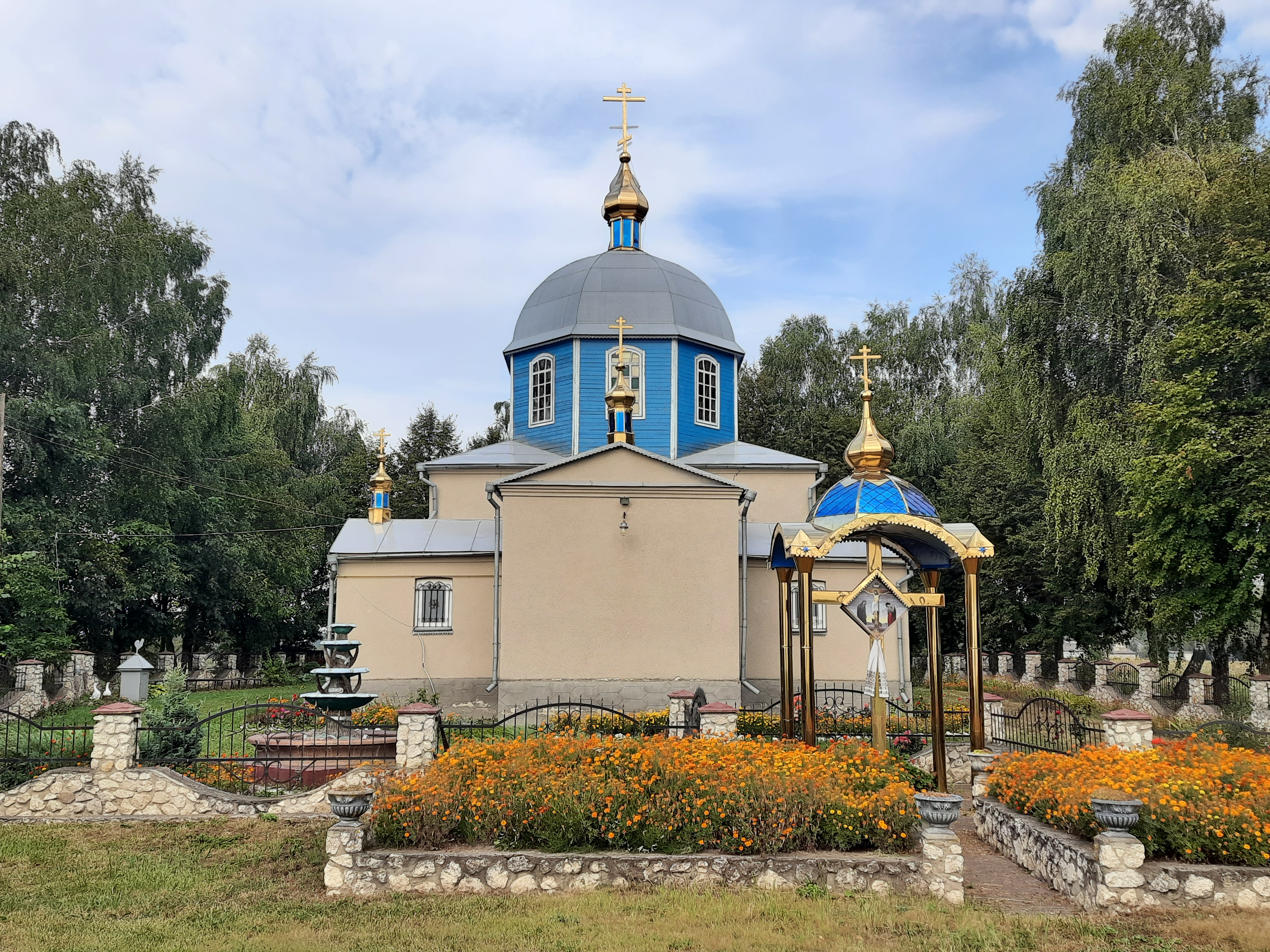
Церква Святого Архістратига Михаїла
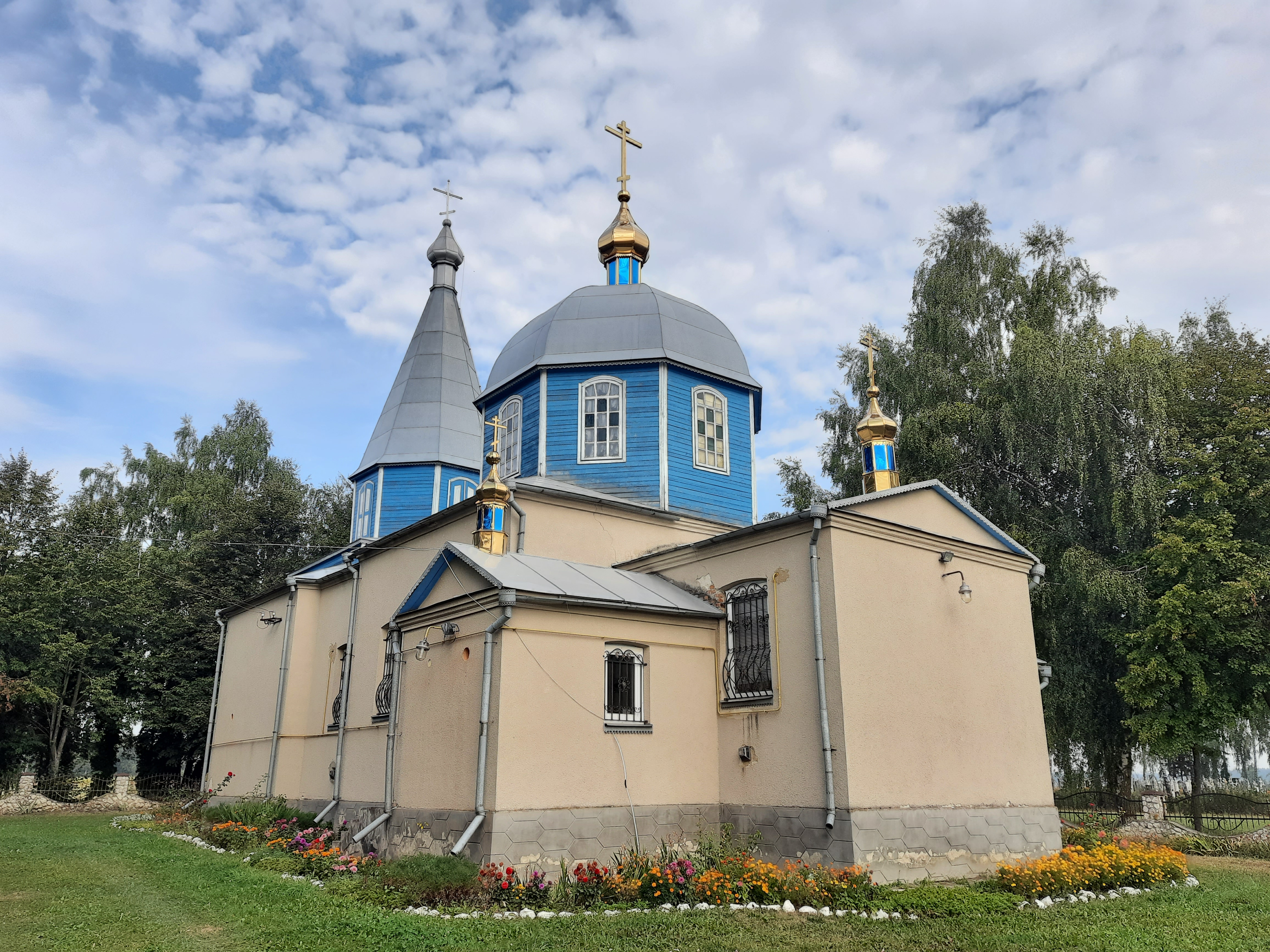
Церква Святого Архістратига Михаїла
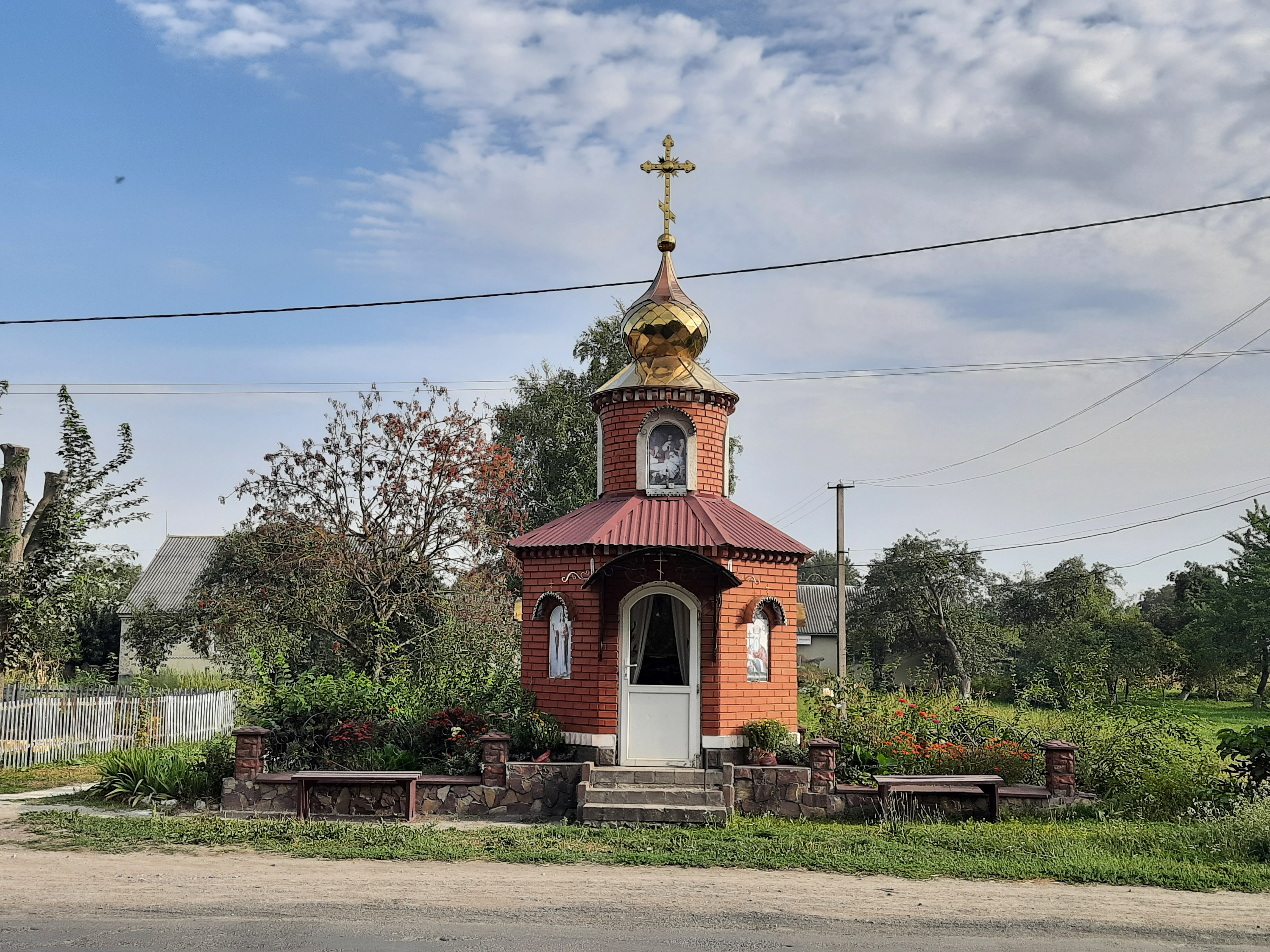
Капличка
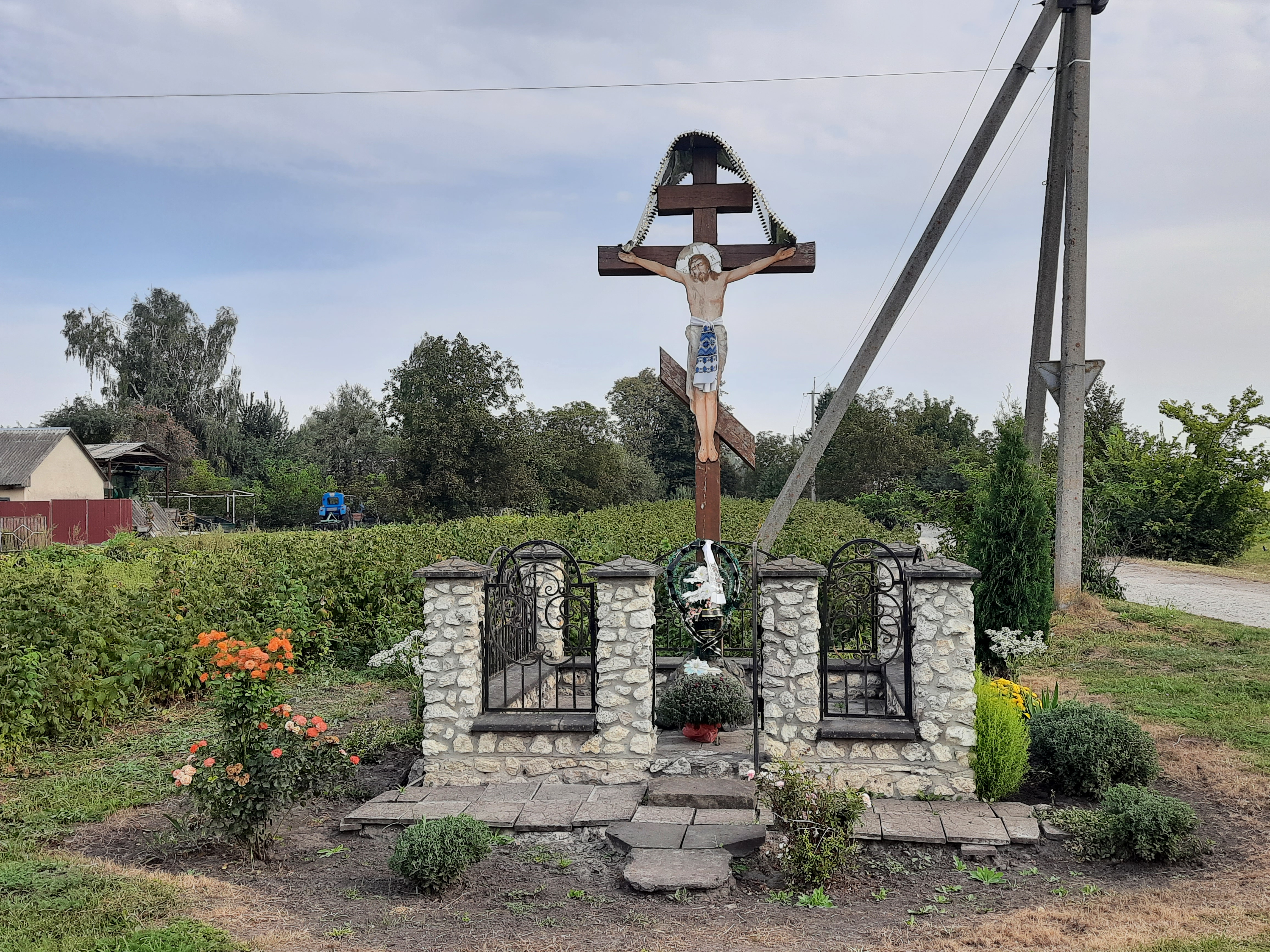
Пам'ятний хрест
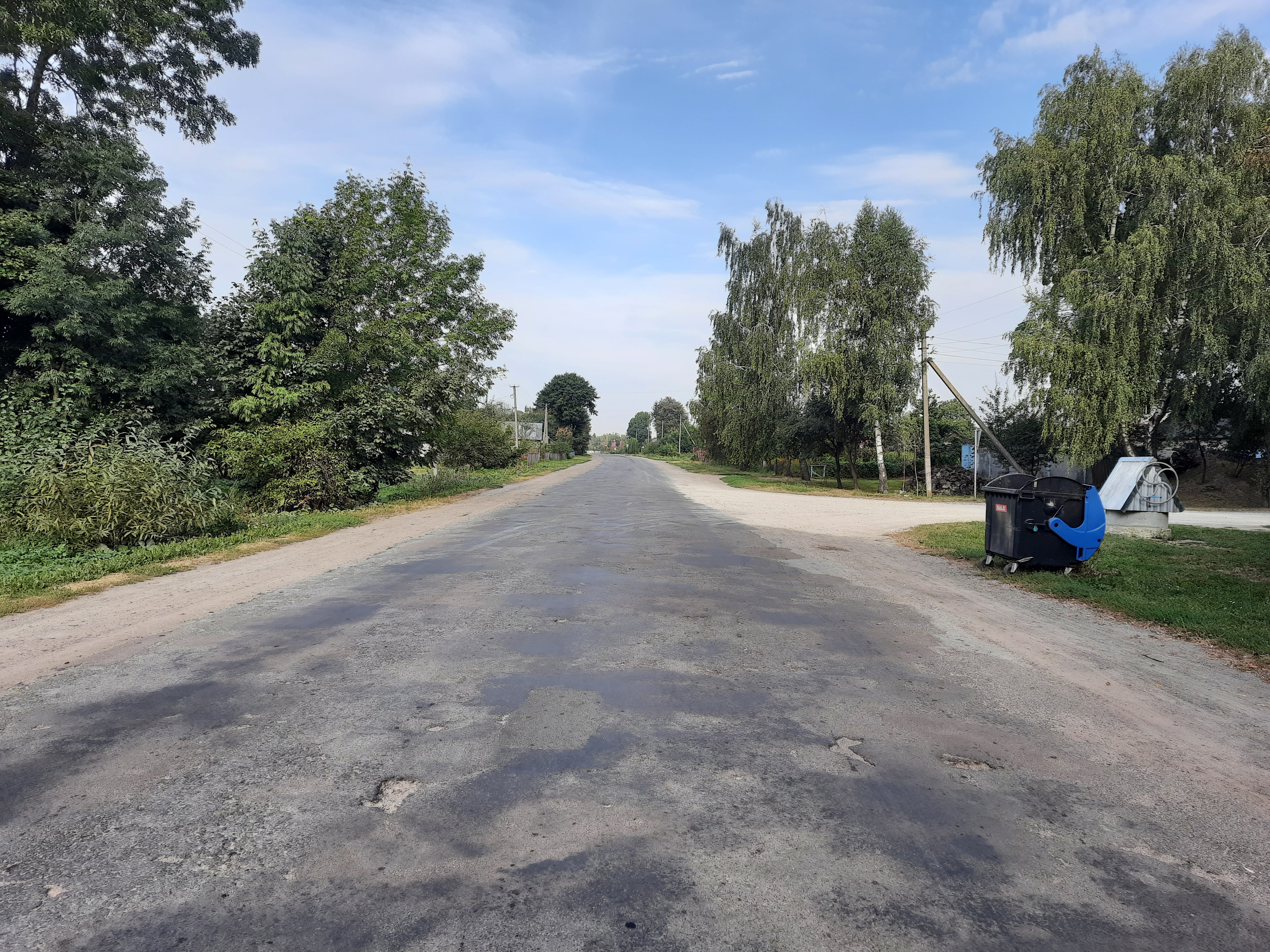
Сільська вулиця
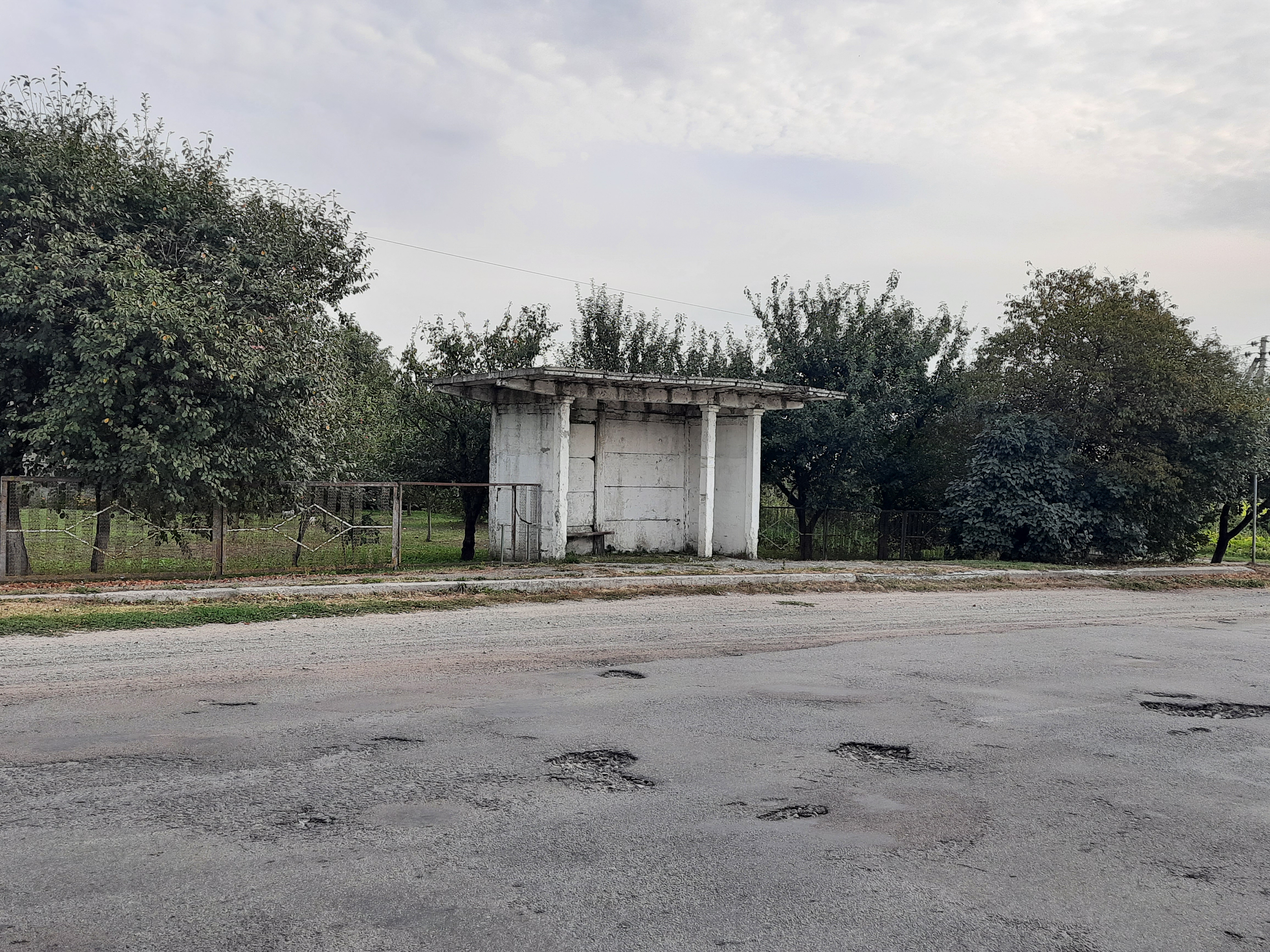
Автобусна зупинка